# تگن (درگز)
تگن (درگز)، روستایی از توابع بخش نوخندان شهرستان درگز در استان خراسان رضوی ایران است.

## جمعیت
این روستا در دهستان درونگر قرار دارد و براساس سرشماری مرکز آمار ایران در سال ۱۳۸۵، جمعیت آن ۱۶۶ نفر (۴۵خانوار) بوده‌است.

## سوغاتی
از سوغاتی های معروف روستای تگن، میتوان به کشمش و انگور یاقوتی اشاره کرد.